# Triplemanía XXII
Triplemanía XXII fue la vigésima segunda edición de Triplemanía, la cual fue producida por la promoción de lucha libre mexicana AAA. El evento fue realizado el 17 de agosto de 2014 en la Arena Ciudad de México de Ciudad de México, México.
Alberto Del Rio, quien fue despedido de la WWE más de una semana antes, hizo una aparición en el evento (como «El Patrón Alberto»). El luchador de la WWE Rey Mysterio también apareció en un videomensaje al finalizar el evento. Jeff Jarrett y Ricochet fueron anunciados para el evento, pero ambos se perdieron el evento debido a problemas de viaje.

## Producción
El Triplemanía de 2014 fue el 22.º año consecutivo en que AAA realizó un evento de Triplemanía y el vigésimo sexto evento en general bajo la bandera de Triplemanía. En febrero de 2014, se anunció que Triplemanía XXII se celebraría en el Arena Ciudad de México en la Ciudad de México, México, por tercer año consecutivo; esta sería la octava vez que la Ciudad de México albergaría a Triplemanía.
Hubo múltiples opciones para ver Triplemanía XXII: a través de pago por visión tradicional en el servicio de televisión Sky México a 229 pesos mexicanos para definición estándar y 298 pesos para alta definición, o a través de pago por visión en Internet (iPPV) a 194 pesos. Este sería el séptimo año que Triplemanía estaría disponible a través de Sky México. El iPPV estaba disponible en el sitio web oficial de AAA, www.luchalibreaaa.com. Este fue el primer iPPV de la promoción en un año después de que surgieran problemas cuando se mostró Triplemanía XXI en iPPV.

## Argumentos
La lucha de Relevos Atómicos de Locura que terminaría siendo el combate inaugural de Triplemanía XXII presentó el feudo entre los excompañeros de la facción Real Fuerza Aérea, Aero Star y Super Fly.
El combate de unificación por el Campeonato Peso Crucero de AAA y el Campeonato de AAA Fusión tuvo una historia complicada. Bengala ganó un combate de eliminación para convertirse en el contendiente número uno por el Campeonato Peso Crucero de AAA de Daga. Sin embargo, después de que el campeón de AAA Fusión, Fénix, cubriera a Daga en un combate de relevos australianos, Fenix también quería desafiar por el título de Daga, y estaba dispuesto a poner su propio título en juego al mismo tiempo. Daga aceptó ambos desafíos del título, después de lo cual se organizó para Triplemanía XXII un combate por eliminación de múltiples hombres para unificar el Campeonato Peso Crucero de AAA y el Campeonato de AAA Fusión, con varios otros luchadores también; que fueron Angélico, Australian Suicide, El Hijo del Fantasma, Jack Evans, Joe Líder, Pentagón Jr. y Ricochet.
El combate por el Campeonato Reina de Reinas de AAA, se estableció cuando Taya ganó un combate de eliminación en junio de 2014 sobre Cynthia Moreno, La Jarochita, La Magnífica, Mari Apache, Sexy Lady y Sexy Star. Se dijo que Taya había estado en un feudo con la campeona Faby Apache «durante bastante tiempo».
El combate de apuestas de máscara vs. cabellera en jaula de acero, donde el último luchador que escapara de la jaula perdería su máscara o cabellera, tuvo poca elaboración. La trama que llevó al combate fue el feudo de Jeff Jarrett contra los luchadores mexicanos. Blue Demon Jr., Electroshock y La Parka representaron a los face (o «técnicos» como se les conoce en la lucha libre mexicana) del Ejército AAA, mientras que Averno, Chessman y Jarrett fueron los heels (o «rudos» como se les conoce en la lucha libre mexicana). De camino al combate, Jarrett atacó a Electroshock con una guitarra y lo hizo sangrar en Querétaro en junio de 2014.
El combate originalmente promovido como segundo al evento principal fue por la Copa Triplemanía XXII, y también contó con poca elaboración. Este sería el primer evento importante de Myzteziz para AAA desde su debut en el ring para la promoción, y una vez más se enfrentaría a uno de sus mayores rivales, El Hijo del Perro Aguayo. AAA anunció un participante sorpresa para el combate, que se reveló era Dr. Wagner Jr. en su regreso a la promoción. Dr. Wagner Jr. comenzó un feudo con el participante final, Cibernético, de camino al combate.
Para el combate promovido originalmente como el evento principal, el feudo entre Psycho Clown y El Texano Jr. comenzó debido a la rivalidad entre sus respectivas facciones, Los Psycho Circus y El Consejo. Psycho Clown había desafiado dos veces por el Megacampeonato de AAA de Texano Jr., pero perdió dos veces debido a que los árbitros hicieron trampas a favor de Texano Jr. A pesar de que el Megacampeonato de AAA no estuvo en juego en Triplemanía XXII, la reunión del dúo fue descrita como «la máxima lucha de respeto entre luchadores» debido a las condiciones de la Lucha de Apuestas, donde el perdedor debe renunciar a su cabellera (para Texano Jr.) o su máscara (para Psycho Clown). El feudo fue visto como una continuación del feudo histórico entre Los Brazos y Los Misioneros de la Muerte, ya que Psycho Clown es un descendiente de Brazo de Plata de la familia Alvarado que conforma Los Brazos, mientras que Texano Jr. es el hijo de El Texano, uno de los miembros de Los Misioneros de la Muerte.
Alberto Del Rio fue despedido por la WWE el 7 de agosto de 2014, con la promoción citando su «conducta no profesional y un altercado con un empleado». Dave Meltzer, del Wrestling Observer Newsletter, informó que «la historia que está dando vueltas» es que Del Rio había abofeteado a un gerente de medios sociales. Del Rio dijo más tarde que reaccionó a lo que sintió que era un comentario racista de un compañero de trabajo exigiendo una disculpa. Cuando el empleado respondió sonriendo, Del Río lo abofeteó. Del Rio afirmó sentirse avergonzado más tarde de su reacción, pero que deseó defender su propia dignidad. Además, la cuenta de Twitter de la WWE publicó un mensaje que indicaba que Del Rio «es responsable de sus propias acciones. Si estás enojado con alguien, enójate con Alberto. No hay excusa para que un atleta profesional no se comporte de manera profesional». Menos de una semana después del despido, Del Rio fue anunciado para presentarse en Triplemanía XXII, pero no luchando, debido a una cláusula de no competencia de 90 días impuesta por la WWE. Del Rio participó anteriormente en Triplemanía X en 2002, como Dos Caras Jr.

## Resultados
- Aero Star, Jennifer Blake, Mascarita Sagrada & Pimpinela Escarlata derrotaron a Mamba, Mini Abismo Negro, Sexy Star & Super Fly (9:40).[1][22][23][24]
  - Mascarita Sagrada forzó a Mini Abismo Negro a rendirse después de un beso de Pimpinela Escarlata.
- El Hijo del Fantasma derrotó a Daga (c-Peso Crucero), Fénix (c-Fusión), Angélico, Australian Suicide, Bengala, Drago, Jack Evans, Joe Líder & Pentagón Jr. en un Elimination Match unificando el Campeonato Peso Crucero de AAA y el Campeonato de AAA Fusión en el Campeonato Mundial de Peso Crucero de AAA (20:00).[1][22][23][24]
  - El Hijo del Fantasma cubrió a Angélico después de un «Tombstone Piledriver».
  - El orden de eliminación fue: Drago, Jack Evans, Joe Líder, Australian Suicide, Bengala, Pentagón Jr., Fénix y Daga.
  - Originalmente, Ricochet estaba en la lucha, pero fue reemplazado por Drago debido a problemas de viaje.
- Taya (con Sexy Star) derrotó a Faby Apache (con Drago) y ganó el Campeonato Reina de Reinas de AAA (9:30).[1][22][23][24]
  - Taya cubrió a Apache después de un «Suplex» y un «Spear».
  - Durante la lucha, Sexy Star, El Hijo del Fantasma y el árbitro El Hijo del Tirantes interfirieron a favor de Taya, mientras que Drago lo hizo a favor de Apache.
- Electroshock fue derrotado en un Steel Cage Match donde participaron también El Mesías, Chessman, Averno, Blue Demon Jr. y La Parka (14:30).[1][22][23][24]
  - El objetivo de la lucha fue de que el último luchador en salir de la jaula perdería su cabellera o su máscara, por lo cual, los participantes salieron en el siguiente orden:
    - La Parka fue el primero en salir de la jaula al abandonar su bota.
    - Averno fue el segundo en salir después de impedir la salida de Electroshock.
    - Blue Demon fue el tercero en salir de la jaula.
    - Chessman fue el cuarto en salir después de darle un golpe a Electroshock con una guitarra.
    - El Mesías fue el quinto en salir.

  - Como resultado, Electroshock terminó siendo rapado.
  - Originalmente, Jeff Jarrett estaba en la lucha, pero fue reemplazado por El Mesías debido a problemas de viaje.
- Psycho Clown (con Mini Clown) derrotó a El Texano Jr. (con El Hijo del Fantasma) en un Máscara vs. Cabellera Match (27:00).[1][22][23][24]
  - Psycho Clown cubrió a El Texano Jr. después de un «Canadian Destroyer».
  - Como resultado, El Texano Jr. terminó siendo rapado.
  - Después de la lucha, ambos luchadores se dieron la mano en señal de respeto.
- El Hijo del Perro Aguayo derrotó a Cibernético, Dr. Wagner Jr. (con El Hijo de Dr. Wagner Jr.) y Myzteziz en un Elimination Match y ganó la Copa Trplemanía XXII (17:00).[1][22][23][24]
  - Cibernético cubrió a Dr. Wagner Jr. después de un «Chokeslam».
  - Mysteziz forzó a Cibernético a rendirse con un «La Mística».
  - Aguayo cubrió a Myzteziz después de un «Perrito Driver».
  - Después de la lucha, El Patrón Alberto apareció para retar a Aguayo a una lucha no oficial. Aguayo aceptó, y El Patrón Alberto entonces le aplicó un «Cross Armbreaker».
  - Después de la lucha, El Patrón Alberto festejó en compañía de su padre Dos Caras, Joaquin Roldán, Rayo de Jalisco y Blue Demon Jr.

## Recepción
21 000 personas asistieron al evento en la Arena Ciudad de México.
Josh Boutwell de Wrestleview elogió al combate de apertura como «muy bueno», el combate por el Campeonato Peso Crucero como «un gran combate de alto vuelo con toneladas de acción», y el combate de máscara contra cabellera como «increíble». Sin embargo, Boutwell fue crítico con el enfrentamiento en jaula de acero como «un desastre desde el principio» y con los comentaristas, incluido Vampiro, quien Boutwell describió como «uno de los peores comentaristas en la historia de la lucha». Por último, Boutwell criticó el «horrible flujo» del iPPV donde «nunca pudo ver más de 1 minuto ininterrumpido del flujo antes de darse por vencido al show en vivo. Es más que patético que después de un año completo del horrible desastre de la transmisión de Triplemanía del año pasado esto suceda».
Kris Zellner de Pro Wrestling Insider describió el combate en jaula de acero como «un baño de sangre total lleno de instancias salvajes» y el combate de máscara vs. cabellera como «otro baño de sangre lleno de instancias en la mesa y golpes con sillas sin protección en la cabeza».
Adrián López de ESPN.com dio su opinión sobre algunos de los combates, afirmando que el evento principal mostró el odio entre los competidores, mientras que el penúltimo fue una lucha épica y el combate de mujeres fue dramático, vibrante y emocionante.

## Consecuencias
Triplemanía XXII fue el último evento de El Hijo del Perro Aguayo en Triplemanía, ya que murió a fines de marzo de 2015 a la edad de 35 años. Aguayo murió después de luchar un combate en Tijuana, México para la promoción The Crash donde hacía equipo con Manik contra Extreme Tiger y Rey Mysterio Jr. Los informes iniciales indicaron que la causa de la muerte fue un traumatismo de la columna cervical a la altura del cuello.
El Patrón Alberto tuvo su primer combate de regreso para AAA el 14 de septiembre de 2014 en un combate de relevos australianos, formando equipo con La Parka y Myzteziz para derrotar a Averno, Perro Aguayo Jr. y El Texano Jr. El 7 de diciembre de 2014 en Guerra de Titanes, Alberto derrotó a Texano Jr. para ganar el Megacampeonato de AAA.
También en Guerra de Titanes, Aero Star derrotó a Super Fly y por lo tanto lo forzó a desenmascararse; el verdadero nombre de Super Fly fue revelado como Erick Aguilar Muñoz.
Se anunció a principios de marzo de 2015 que Rey Mysterio (como Rey Mysterio Jr.) se había unido a AAA; tendría su combate de regreso para AAA ese mismo mes.
Después de perder su cabellera, Electroshock insinuó retirarse de la lucha libre profesional. Sin embargo, Electroshock, en cambio, formó una nueva facción en 2015 llamada Holocausto, este grupo incluía a El Hijo de Pirata Morgan.